# Паманки (индейская резервация)
Паманки (англ. Pamunkey Reservation) — индейская резервация племени паманки, расположенная в восточной части штата Виргиния, США.

## История
К 1607 году, когда первые английские поселенцы основали Джеймстаун, паманки жили в поселениях вдоль реки Паманки в основном на территории современного округа Кинг-Уильям. Они говорили на диалекте алгонкинского языка и были одним из шести основных племен Поухатанской конфедерации, политического союза алгонкиноязычных племён. После окончания англо-поухатанских войн был подписан договор между лидерами индейцев и властями колонии Виргиния. Договор установил границы между землями, отведенными для племён Виргинии, и теми, которые теперь считались собственностью английских колонистов. В 1658 году была официально образована индейская резервация Паманки.

## География
Резервация состоит из одного участка земли, расположенного на полуострове Мидл в южной части округа Кинг-Уильям, вдоль реки Паманки. Общая площадь Паманки составляет 6,381 км², из них 4,422 км² приходится на сушу и 1,959 км² — на воду. Штаб-квартира племени находится в статистически обособленной местности Кинг-Уильям.

## Демография
В 1990 году в Паманки проживали 35 членов племени.
По данным федеральной переписи населения 2010 года, в резервации проживали 73 человека. Согласно федеральной переписи населения 2020 года в резервации проживало 114 человек, насчитывалось 52 домашних хозяйства и 59 жилых домов. Средний возраст, проживающих в Паманки, составлял 57,8 лет. Средний доход на одно домашнее хозяйство в индейской резервации составлял 55 000 долларов США. Около 6,8 % всего населения находились за чертой бедности, в том числе 6,3 % тех, кому ещё не исполнилось 18 лет, и 4,3 % старше 65 лет.
Расовый состав распределился следующим образом: белые — 42 чел., афроамериканцы — 0 чел., коренные американцы (индейцы США) — 56 чел., азиаты — 0 чел., океанийцы — 0 чел., представители других рас — 1 чел., представители двух или более рас — 15 человек; испаноязычные или латиноамериканцы любой расы составили 12 человек. Плотность населения составляла 17,87 чел./км².

## Комментарии
1. ↑  Сам населённый пункт не входит в состав резервации, а является лишь штаб-квартирой племени.